# Willan Nunatak
Willan Nunatak är en nunatak i Antarktis. Den ligger i Sydshetlandsöarna. Argentina, Chile och Storbritannien gör anspråk på området. Toppen på Willan Nunatak är 400 meter över havet.
Terrängen runt Willan Nunatak är kuperad åt nordväst, men åt sydost är den bergig. Terrängen runt Willan Nunatak sluttar västerut. Trakten är glest befolkad. Närmaste befolkade plats är St. Kliment Ohridski Base, 4,4 kilometer nordväst om Willan Nunatak. 